# Mbuyapey
Mbuyapey – miasto w departamencie Paraguarí, w Paragwaju. Według danych na rok 2020 miasto zamieszkiwało 14 707 osób, a gęstość zaludnienia wyniosła 16,29 os./km².

## Demografia
Ludność historyczna:
| Rok                         | 2000  | 2005  | 2010  | 2015  | 2020  |
| --------------------------- | ----- | ----- | ----- | ----- | ----- |
| Ludność                     | 13873 | 14064 | 14246 | 14466 | 14707 |
| Gęstość zaludnienia os./km² | 15,3  | 15,5  | 15,7  | 16,02 | 16,29 |

Ludność według grup wiekowych na rok 2020:
| Wiek                                | 0–9 lat | 10–19 lat | 20–29 lat | 30–39 lat | 40–49 lat | 50–59 lat | 60–69 lat | 70–79 lat | 80+ lat |
| ----------------------------------- | ------- | --------- | --------- | --------- | --------- | --------- | --------- | --------- | ------- |
| Liczba osób w danej grupie wiekowej | 2590    | 2632      | 2537      | 2234      | 1420      | 1279      | 1064      | 619       | 333     |

Struktura płci na rok 2020:
| Płeć                         | Mężczyźni | Kobiety |
| ---------------------------- | --------- | ------- |
| Liczba osób w danej płci     | 7848      | 6859    |
| Liczba osób w danej płci w % | 53,4      | 46,6    |

## Klimat

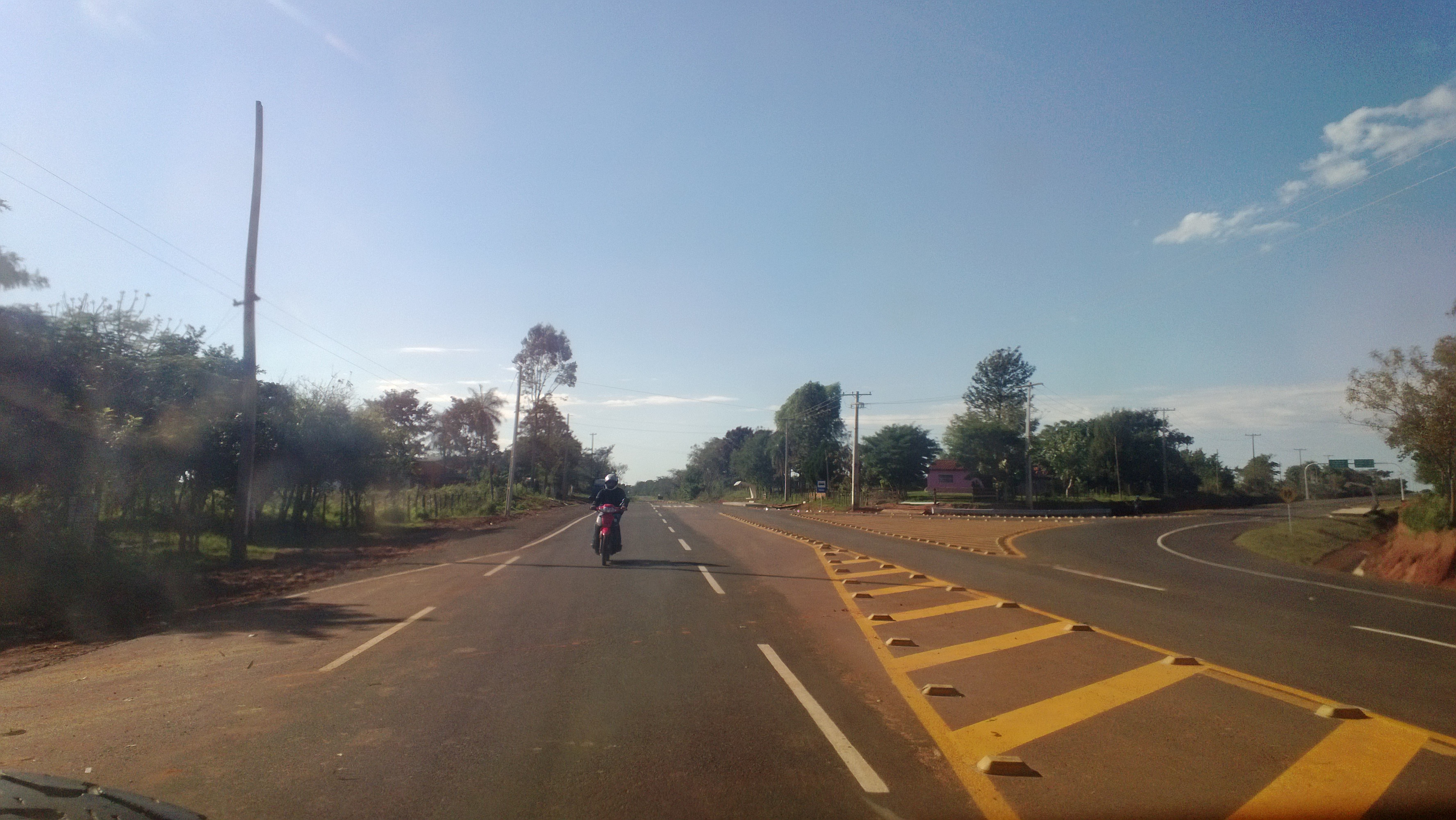
Droga łącząca Ybycui z Mbuyapey

Klimat jest wilgotny i subtropikalny. Średnia temperatura powietrza wynosi 21 °C. Najcieplejszym miesiącem jest styczeń (26 °C) , a najzimniejszym lipiec (16 °C). Średnie opady wynoszą 1991 milimetrów rocznie. Najbardziej wilgotnym miesiącem jest kwiecień (390 milimetrów deszczu), a najbardziej suchy jest sierpień – 82 milimetry.

## Infrastruktura
Przez miasto przebiega Droga krajowa nr PY01 łącząca Mbuyapey ze stolicą Paragwaju, Asunción.